# Synagoge (Bremen)

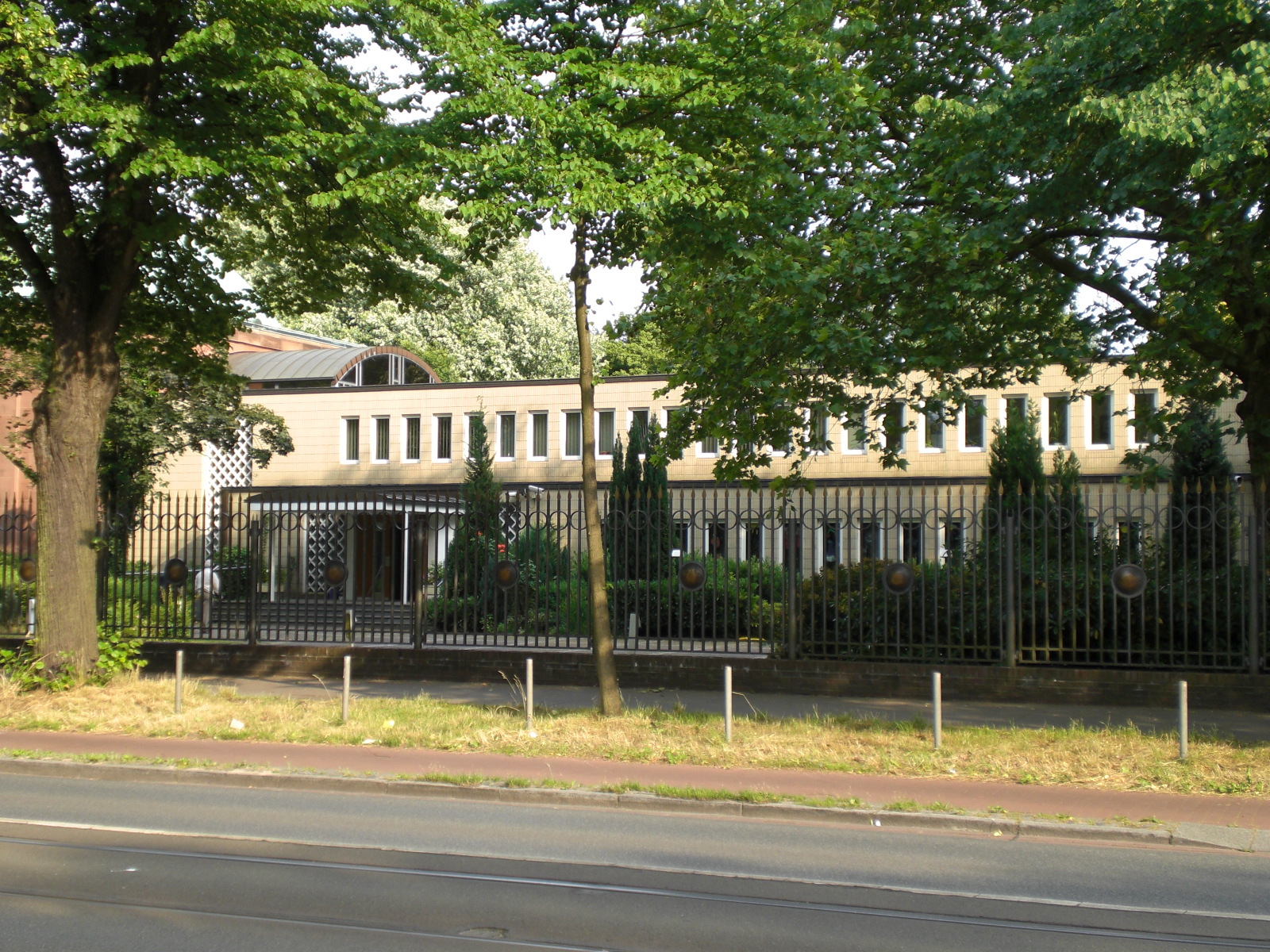
Synagoge in Bremen

Die einzige Synagoge der Stadt Bremen liegt im Stadtteil Schwachhausen an der südlichen Straßenseite der Schwachhauser Heerstraße 117. 
Die frühere Synagoge an der Kolpingstraße (früher Gartenstraße 6) wurde während der Novemberpogrome 1938 zerstört. 

## Geschichte
In den Nachkriegsjahren diente ein jüdisches Altenheim im Stadtteil Gröpelingen als Provisorium. Ende der 1950er Jahre regte sich in der jüdischen Gemeinde der Wunsch nach einem neuen Gotteshaus. Die Planungen begannen 1959. Realisiert wurde 1961 der Vorschlag des aus Recklinghausen stammenden Architekten Karl Gerle. Die Stadt Bremen übereignete der jüdischen Gemeinde das Grundstück an der Schwachhauser Heerstraße – zum Teil im Austausch für von der Gemeinde abgetretene Flächen. Die Baukosten in Höhe von 1.300.000 Deutsche Mark stellte der Bremer Senat aus einem Fonds zur Wiedergutmachung nationalsozialistischen Unrechts bereit.
Am 30. August 1961 wurde das Gemeindezentrum eingeweiht. Die Synagoge und das angeschlossene Gemeindezentrum besitzen einen Gebetssaal, einen Klubraum, einen Innenhof, eine Bibliothek, Lehr- und Büroräume, ein Ritualbad sowie Versammlungsräume. Zudem ist ein jüdischer Kindergarten angeschlossen. Die Kuppel der Synagoge hat einen Durchmesser von 14,38 Metern. Im Inneren bietet der Gebetsraum, der wie das gesamte Gebäude sehr modern gestaltet ist, ungefähr 120 Personen Platz. Da es sich um eine relativ konservative Gemeinde handelt, sitzen Männer und Frauen getrennt: Während im ebenen Hauptbereich vor dem Toraschrein 70 Männer sitzen können, ist für etwa 50 Frauen eine Empore vorgesehen, mit einem Geländer aus Milchglas. Auf dem Geländer ist ein zirka 50 Zentimeter hoch reichender, sehr dünner Vorhang angebracht.
Seit dem Zusammenbruch der Sowjetunion wanderten viele neue Gemeindemitglieder aus der ehemaligen Sowjetunion zu. Hierfür wurde ein Integrationsbüro eingerichtet. Das Gebäude wurde in den 1990er Jahren umgebaut und durch einen Festsaal erweitert.